# Listă de scriitori români - T

## Scriitori români - T
| - Tăbăraș, Stelian - Tanase, Stelian - Tartler, Grete - Târziu, Alexandra - Tașcu, Valentin - Tătaru, Livia Ana - Tăutu, Nicolae - Teodoreanu, Ionel - Teodoreanu, Păstorel - Teodorescu, Cicerone | - Teodorescu, Cristian - Teleucă, Victor - Teutișan, Călin - Tihan, Teodor - Theodorescu, Gheorghe Dem - Titel, Sorin - Tocilă, Angela - Tomozei, Gheorghe - Tomșa, Șerban - Topârceanu, George - Totok, William | - Tudoran, Dorin - Tudoran, Radu - Tupan, Marius - Turcea, Daniel - Turturică, Constantin - Tzara, Tristan - Tănăsescu, Dan Claudiu - Tămaș, Christian |